# Music City Walk of Fame

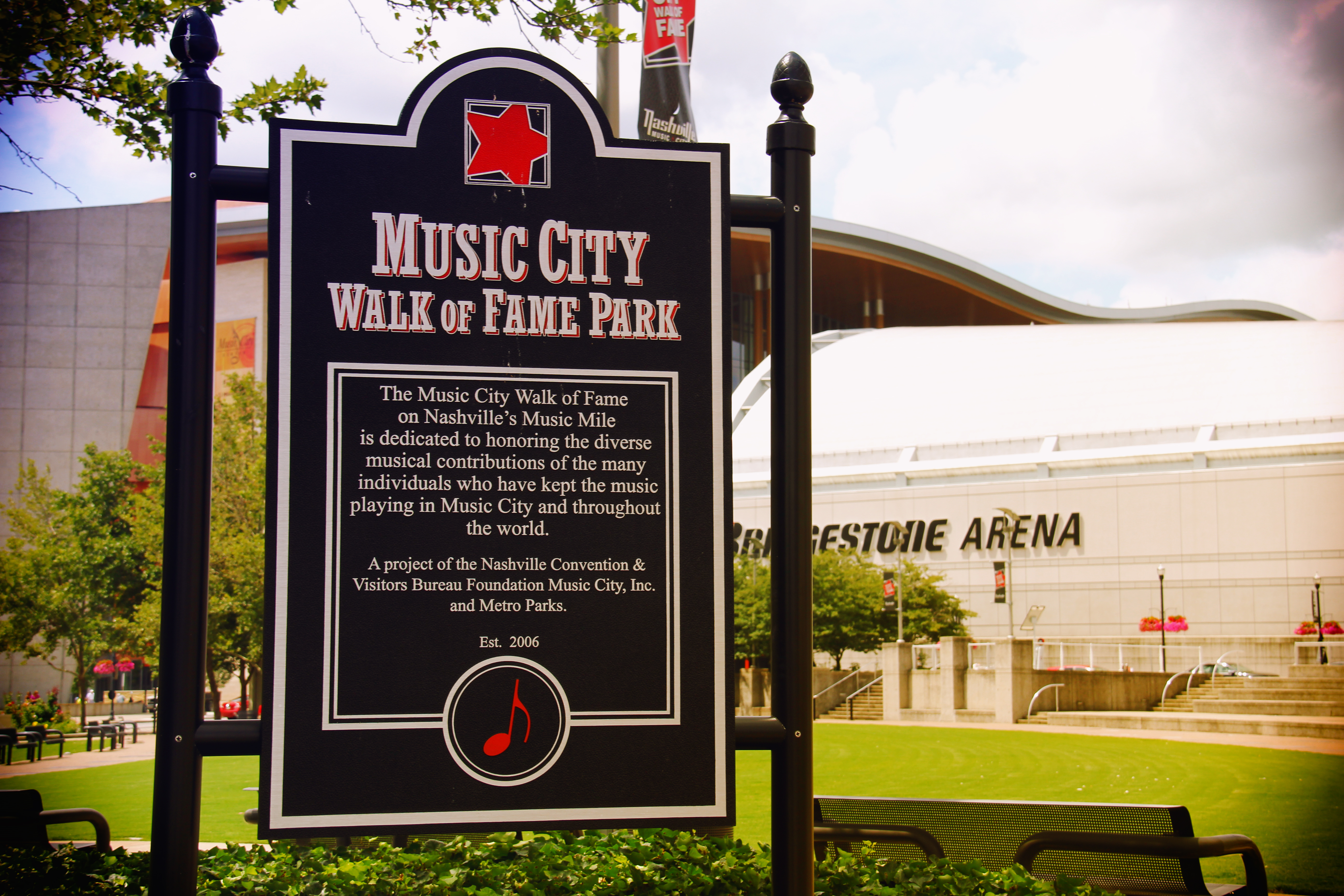
Het bord voor het Music City Walk of Fame-park

De Music City Walk of Fame is een eerbetoon aan musici die bijgedragen hebben aan de muzikale nalatenschap in de stad Nashville in de Amerikaanse staat Tennessee. Music City is de bijnaam van Nashville.
Elke artiest wordt gewaardeerd met een vijfpuntige ster die is gemaakt van terrazzo en roestvrij staal en is ingelegd in een trottoir. De Walk werd ingesteld in 2006 door de Nashville Convention and Visitors Bureau. De ceremonie vindt in principe tweemaal per jaar plaats.

## Music City Walk of Fame
De volgende personen zijn in de genoemde maanden opgenomen:
| Opname          | Artiest                                                                |
| --------------- | ---------------------------------------------------------------------- |
| 2006, november  | Reba McEntire                                                          |
| 2006, november  | Ronnie Milsap                                                          |
| 2006, november  | Kenneth Schermerhorn (postuum opgenomen)                               |
| 2006, november  | Fisk Jubilee Singers                                                   |
| 2006, november  | Felice en Boudleaux Bryant                                             |
| 2006, november  | Roy Orbison (postuum opgenomen)                                        |
| 2007, april     | The Crickets                                                           |
| 2007, april     | Emmylou Harris                                                         |
| 2007, april     | John Hiatt                                                             |
| 2007, april     | Wynonna Judd                                                           |
| 2007, april     | Frances Preston                                                        |
| 2007, april     | Michael W. Smith                                                       |
| 2007, november  | Rodney Crowell                                                         |
| 2007, november  | Bob DiPiero                                                            |
| 2007, november  | Vince Gill                                                             |
| 2007, november  | Jimi Hendrix (postuum opgenomen)                                       |
| 2007, november  | Buddy Killen (postuum opgenomen)                                       |
| 2007, november  | Barbara Mandrell                                                       |
| 2008, april     | Steven Curtis Chapman                                                  |
| 2008, april     | Merle Kilgore (postuum opgenomen)                                      |
| 2008, april     | Nitty Gritty Dirt Band                                                 |
| 2008, april     | Steve Wariner                                                          |
| 2008, april     | Kirk Whalum                                                            |
| 2008, april     | Hank Williams sr. (postuum opgenomen)                                  |
| 2008, november  | Martina McBride                                                        |
| 2008, november  | Randy Travis                                                           |
| 2008, november  | Little Richard                                                         |
| 2008, november  | Jo Walker-Meador                                                       |
| 2008, november  | Trace Adkins                                                           |
| 2008, november  | Elvis Presley (postuum opgenomen)                                      |
| 2008, november  | Michael McDonald                                                       |
| 2009, april     | Marty Stuart                                                           |
| 2009, april     | Josh Turner                                                            |
| 2009, april     | Cowboy Jack Clement                                                    |
| 2009, april     | Mike Curb                                                              |
| 2009, april     | CeCe Winans                                                            |
| 2009, april     | Richard Henry Boyd (postuum opgenomen)                                 |
| 2009, november  | Kid Rock                                                               |
| 2009, november  | Ernest Tubb (postuum opgenomen)                                        |
| 2009, november  | Tootsie's Orchid Lounge (postuum na overlijden Tootsie Bess opgenomen) |
| 2009, november  | Charlie Daniels                                                        |
| 2009, november  | Dolly Parton                                                           |
| 2009, november  | Little Jimmy Dickens                                                   |
| 2009, november  | Rascal Flatts                                                          |
| 2009, november  | Bobby Hebb (postuum opgenomen)                                         |
| 2009, november  | Kris Kristofferson                                                     |
| 2009, november  | Mel Tillis                                                             |
| 2011, mei       | Bill Anderson                                                          |
| 2011, mei       | Keith Urban                                                            |
| 2011, oktober   | Peter Frampton                                                         |
| 2011, oktober   | Manuel Cuevas                                                          |
| 2011, oktober   | Dan Miller                                                             |
| 2011, oktober   | Bobby Jones                                                            |
| 2011, oktober   | Dottie Rambo                                                           |
| 2011, oktober   | Les Paul (postuum opgenomen)                                           |
| 2011, oktober   | Alan Jackson                                                           |
| 2011, oktober   | Kix Brooks                                                             |
| 2012, juni      | Bob Babbitt                                                            |
| 2012, juni      | Steve Winwood                                                          |
| 2012, september | Kings of Leon                                                          |